# Marijn Veen
Marijn Anne Elise Veen (* 18. November 1996 in Utrecht) ist eine niederländische Hockeyspielerin. 2024 gewann sie die olympische Goldmedaille. 2019 und 2023 wurde sie Europameisterin im Feldhockey.

## Sportliche Karriere
Marijn Veen spielte bis 2017 beim SV Kampong und wechselte dann zum Amsterdamsche Hockey & Bandy Club, mit dem sie 2019 und 2023  Landesmeisterin wurde.
Die Angriffsspielerin belegte 2014 bei den Olympischen Jugendspielen mit der niederländischen Auswahl den zweiten Platz hinter den Chinesinnen. Mit zwölf Toren war sie viertbeste Torschützin des Turniers. 2017 gewann Veen mit der niederländischen Juniorinnen-Mannschaft die U21-Europameisterschaft. Die drei besten Torschützinnen des Turniers erzielten jeweils vier Tore, neben Marijn Veen noch ihre Landsfrau Yibbi Jansen und die Engländerin Erica Sanders.
Bereits bei der Halleneuropameisterschaft 2016 gewann Veen ihren ersten internationalen Titel im Erwachsenenbereich. Zwei Jahre später bei der Halleneuropameisterschaft 2018 unterlagen die Niederländerinnen im Finale den Deutschen. Drei Wochen später bei der Hallenweltmeisterschaft in Berlin standen sich erneut die Deutschen und die Niederländerinnen im Finale gegenüber und erneut siegten die Deutschen. Veen war in allen acht Spielen dabei und erzielte vier Tore.
Im November 2018 debütierte Veen in der Nationalmannschaft. Sie bestritt 57 Länderspiele, in denen sie 26 Tore erzielte.(Stand 9. August 2024)
Bei der Europameisterschaft 2019 in Antwerpen siegte die niederländische Mannschaft im Finale mit 2:0 über das deutsche Team. Veen war in allen fünf Spielen dabei und erzielte zwei Tore in der Vorrunde. Nach der Zwangspause wegen der COVID-19-Pandemie und einigen Verletzungen kehrte Marijn Veen erst im Dezember 2022 in die Nationalmannschaft zurück. Im Jahr darauf gewannen die Niederländerinnen bei der Europameisterschaft 2023 in Mönchengladbach alle fünf Spiele. Nach einem 7:0-Halbfinalsieg gegen die Engländerinnen bezwang die Mannschaft im Finale die Belgierinnen mit 3:1. Veen wirkte in allen fünf Spielen mit und erzielte drei Tore, davon je eines im Halbfinale und im Finale.
Im August 2024 bei den Olympischen Spielen in Paris besiegten die Niederländerinnen im Viertelfinale die Britinnen mit 3:1. Nach einem 3:0-Sieg im Halbfinale gegen die Argentinierinnen gewannen die Niederländerinnen im Endspiel gegen die Chinesinnen im Shootout, nachdem es am Ende der regulären Spielzeit 1:1 gestanden hatte. Marijn Veen war in allen acht Spielen dabei und erzielte in der Vorrunde drei Treffer. Im Shootout des Finales trafen Pien Sanders, Maria Verschoor und Marijn Veen, während Anne Veenendaal drei Bälle entschärfte.